# David Bidussa
David Bidussa (Livorno, 1955) è uno scrittore, giornalista e storico italiano.
Si è definito storico sociale delle idee, riferendosi a «una disciplina che comprende un mix di competenze culturali tra le quali: storia (contemporanea), storia sociale, semiotica, teoria della letteratura, storia delle dottrine politiche, storia dei partiti e movimenti politici».

## Biografia
Ha insegnato nei licei, è stato lecturer presso la Hebrew University di Gerusalemme tra il 1982 e il 1984.
Dal 1988 ha collaborato con Radio Popolare e con l'Unità, il manifesto, Linus, Diario, Il Secolo XIX, il Riformista, Reset, Caffeuropa, Sole 24 ore. Domenicale.
Dal 1989 al 2015 è stato direttore della Biblioteca della Fondazione Giangiacomo Feltrinelli. Dal 2015 al 2018 Direttore editoriale di Fondazione Giangiacomo Feltrinelli. 
Ha scritto saggi sull'ebraismo, sul sionismo, sul movimento socialista francese, sulla Repubblica di Vichy, sul fascismo e sull' antifascismo, sugli intellettuali in età contemporanea.
Ha curato e prefato opere di Leon Trockij, Martin Buber, Furio Jesi, Pietro Verri, Enzo Sereni, George Steiner, Carlo Levi, Primo Levi, Leon Pinsker, Angelo Tasca, Goffredo Mameli, Yosef Hayim Yerushalmi, Antonio Gramsci, Leo Valiani, Giulio Bollati, Ruggiero Romano, Nello Rosselli, Norberto Bobbio, Claudio Pavone, Günther Anders, Jules Verne, Victor Serge, Benito Mussolini, Piero Gobetti, Georges Lefebvre.

## Opere
- Oltre il Ghetto, con Amos Luzzatto e Gadi Luzzatto Voghera, Morcelliana, Brescia 1992.
- Il sionismo politico, Unicopli, Milano 1993-2004.
- Il mito del bravo italiano, Biblioteca delle Silerchie, Il Saggiatore, Milano, 1994, ISBN 978-88-428-0222-8.
- Il libro e la spada. La sfida dei fondamentalismi, con Stefano Allievi e Paolo Naso, Claudiana, Torino 2000.
- La mentalità totalitaria. Storia e antropologia, Collana Il pellicano rosso, Morcelliana, Brescia, 2001, ISBN 978-88-372-1854-6.
- Profeta, Collana Le parole delle fedi, Emi, Bologna, 2006, ISBN 978-88-307-1477-9.
- Dopo l'ultimo testimone, Collana Vele, Einaudi, Torino, 2009, ISBN 978-88-061-9262-4.
- L'idea sociale di sviluppo. Come in Italia si è pensato il benessere tra il XVIII e il XX secolo, Collana Formazione, Ediesse, Roma, 2009, ISBN 978-88-230-1374-2.
- La forza del numero e l'ideologia italiana dello sviluppo, in AA.VV., Scarti d'umanità, a cura di F. Migliorino, Il melangolo, Genova 2010.
- L'era della postmemoria, Massetti Rodella Editori, Roccafranca, Brescia, 2012.
- I Purissimi. I nuovi vecchi italiani di Beppe Grillo, Feltrinelli, ebook, Milano, 2014.
- Alle origini dell'antisemitismo moderno (con Simon Levis Sullam, pp. 75-105 - I° volume Storia della Shoah (I° volume) - Le origini della Shoah: I precedenti storici, in Corriere della sera inchieste, Milano, UTET e Corriere della Sera, 2019, ISSN 2038-0852 (WC · ACNP).
- Paradigmi e tempi della memoria israeliana, pp. 111-136 - IX° volume Storia della Shoah - Icone e mappe della Memoria, in Corriere della sera inchieste, Milano, UTET e Corriere della Sera, 2019, ISSN 2038-0852 (WC · ACNP).
- La misura del potere. Pio XII e i totalitarismi tra il 1932 e il 1948, Solferino, Milano 2020,ISBN 978-88-282-0425-1
- Giulia Albanese – David Bidussa - Jacopo Perazzoli, Siamo stati fascisti. Il laboratorio dell’antidemocrazia. Italia 1900-1922, Fondazione Giangiacomo Feltrinelli, Milano 2020 ISBN 978-88-6835-378-0
- Pensare stanca. Passato, presente e futuro degli intellettuali, Feltrinelli, Milano 2024, ISBN 978-88-0717471-1

### Curatele
- AA.VV., Ebrei moderni. Identità e stereotipi culturali, Prefazione di Sergio Scalpelli, Collana Temi, Torino, Bollati Boringhieri, 1989.
- Martin Buber, Incontro: frammenti autobiografici, Città Nuova, 1994.
- La France de Vichy. Archives inédits d'Angelo Tasca, a cura di D. Bidussa e Denis Peschanski, Feltrinelli, Milano, 1996, ISBN 978-88-079-9052-6.
- Felicità pubblica e dottrine economiche in Italia (fra XVIII e XIX secolo), Milano, Feltrinelli, 1997.
- Istituzioni e pratiche sociali del risparmio (1840-1900), Milano, Feltrinelli, 1999.
- Identità e storia degli ebrei, Introduzione di Enrica Collotti Pischel, a cura di D. Bidussa, E. Collotti Pischel e Raffaella Scardi, Milano, Franco Angeli, 2000, ISBN 978-88-464-1750-3.
- Enzo Sereni-Emilio Sereni, Politica e utopia. Lettere 1926-1943, a cura di D. Bidussa e Maria Grazia Meriggi, Firenze, La Nuova Italia, 2000, ISBN 978-88-221-4242-9.
- Carlo Levi, Scritti politici, Collana ETascabili, Torino, Einaudi, 2001, ISBN 978-88-061-4481-4.
- Leon Pinsker, Auto-emancipazione. Appello di un ebreo russo ai suoi fratelli, traduzione di D. Lattes, Collana Opuscola, Milano, Il Melangolo, 2004, ISBN 978-88-701-8540-9.
- Angelo Tasca, La nascita del fascismo, Torino, Bollati Boringhieri, 2006, ISBN 978-88-339-1684-2.
- I Have a Dream. Le parole che hanno cambiato il destino dell'umanità, Milano, BUR, 2006.
- Thomas Mann, La Germania e i tedeschi. Washington 6 giugno 1945, Ogni Uomo è Tutti Gli Uomini, 2006, ISBN 978-88-994-8017-2.
- [La questione morale. Perchè] Siamo Italiani, Milano, Chiarelettere, 2007.
- George Steiner, La nostalgia dell'assoluto, Milano, Bruno Mondadori, 2007, ISBN 978-88-424-9531-4.
- Le religioni e il mondo moderno. Volume II: Ebraismo, Collana Grandi Opere, Torino, Einaudi, 2008, ISBN 978-88-061-7971-7.
- Leo Valiani tra politica e storia. Scritti di storia delle idee (1939-1956), Milano, Feltrinelli, 2009, ISBN 978-88-079-9063-2.
- Goffredo Mameli, Fratelli d'Italia. Pagine politiche, Collana Universale Economica.I Classici, Milano, Feltrinelli, 2009, ISBN 978-88-078-2214-8.
- Nello Rosselli, Carlo Pisacane nel Risorgimento, QuiEdit, 2010, ISBN 978-88-646-4048-8.
- Il fascismo in tempo reale. Studi e ricerche di Angelo Tasca sulla genesi e l'evoluzione del fascismo in Europa. 1926-1938, a cura di Giuseppe Vacca e D. Bidussa, Milano, Feltrinelli, 2014, ISBN 978-88-079-9069-4.
- Norberto Bobbio-Claudio Pavone, Sulla guerra civile. La Resistenza a due voci, Collana Temi, Torino, Bollati Boringhieri, 2015, ISBN 978-88-339-2611-7.
- The Time is Now, Milano, Chiarelettere, 2018, ISBN 978-88-329-6024-2.
- Benito Mussolini, Me ne frego, Milano, Chiarelettere, 2019, ISBN 978-88-329-6164-5.
- Ferruccio Parri, Come farla finita con il fascismo, a cura di D. Bidussa e Carlo Greppi, Roma-Bari, Laterza, 2019, ISBN 978-88-581-3418-4.
- Gabriele D'Annunzio, La grande Italia. Scritti politici (1914-1921), Collana Biblioteca, Torino, Aragno, 2019, ISBN 978-88-841-9987-4.
- Claudio Pavone, Gli uomini e la storia. Partecipazione e disinteresse nella storia d'Italia, Universale Bollati Boringhieri-S. scient., Torino, Bollati Boringhieri, 2020, ISBN 978-88-3393-541-6.
- Benito Mussolini, Scritti e discorsi.1904-1945, Feltrinelli, Milano, 2022 ISBN 978-88-07-11161-7.

### Interviste
- Il ruolo degli intellettuali, Fahrenheit, 20 agosto 2019 Archiviato il 21 settembre 2019 in Internet Archive.